# Carlos Dorlhiac Sabourin
Carlos Dorlhiac Sabourin (Burdeos, Francia, 30 de julio de 1880 - Santiago, Chile, 7 de julio de 1973) fue un pintor, dibujante y fotógrafo de origen francés radicado en Chile.

## Biografía
Provenientes de Francia, la familia Dorlhiac desembarcó en Talcahuano, en 1888, cuando Carlos tenía ocho años de edad. Mantuvo un periplo por diversas localidades como San Nicolás, Limache, Tomé y San Carlos. Luego en Parral, junto a su padre Henri Dorlhiac, realizó labores de enólogo y viticultor.
Carlos Dorlhiac, debido a las circunstancias económicas familiares, no pudo iniciar sus estudios sino hasta el año 1893, cuando ingresó al colegio francés de Santiago L. Berger y, posteriormente, al Instituto Nacional, donde cursó clases de Dibujo Natural.
En 1896, una vez terminados sus estudios comenzó a trabajar como asistente de una oficina, para luego en 1898 partir al norte de Chile a probar suerte en la oficina salitrera Valparaíso, ubicada al interior de Iquique.
En 1900 se trasladó a Tomé para ayudar a su padre, convirtiéndose en el administrador de las bodegas vitivinícolas Varela. Sin embargo, en 1906, la bodega fue vendida y Dorlhiac, de 26 años, con ahorros y decidido a comenzar sus estudios formales de arte, migró a Santiago a comienzos de 1907 para ingresar al taller que impartía el pintor Nicanor González Méndez (1864-1934) en la Escuela Nocturna de la Sociedad de Fomento Fabril,

En 1907, tras la muerte de su padre, debió volver a Chillán a ocuparse de los asuntos financieros de su familia. No obstante, continuó sus estudios con Nicanor González a través de un sistema de envíos de ejercicios y correcciones a distancia. En la ciudad de Chillán, se desempeñó como dibujante, pintor, fotógrafo y mueblista. 

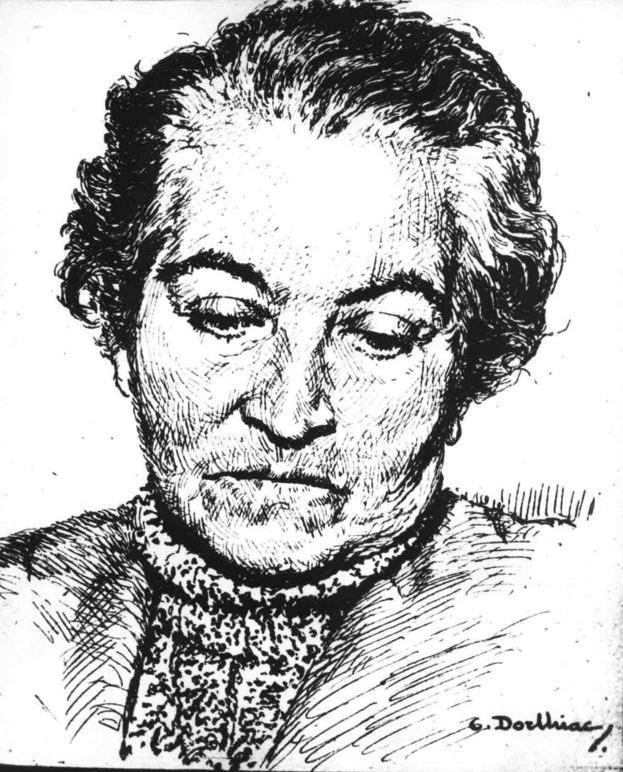
Retrato de Gabriela Mistral por Carlos Dorlhiac circa 1948.

Para 1912 retoma la pintura y en 1915 presentó al Salón Oficial de Santiago algunos dibujos a lápiz por los que ganó la Medalla de Plata. Al año siguiente, en el mismo Salón, ganó la Primera Medalla de Dibujo. Ya consolidado como dibujante presentó, en 1919, su primera exposición individual enteramente dedicada al dibujo en la Sala Rembert, con éxito entre los asistentes y la crítica.
En 1923 Dorlhiac se mudó definitivamente a Santiago, estableciéndose en una casa en la comuna de Providencia, donde hasta el año 1931 se dedicó de manera exclusiva al dibujo de paisajes en grandes formatos. Sin embargo, ante la crisis económica internacional, decidió abrirse al mercado con la realización de retratos, los que dibujó al menos hasta 1970.
Inserto en una tradición, en términos generales, realista, el dibujo de gran formato de paisajes y de rostros de Dorlhiac buscaba obtener un alto grado de sensación de realidad, características que le otorgaban una dimensión particular a su composición.
De manera paralela al dibujo, Dorlhiac se dedicó a la fotografía, utilizándola, principalmente, como una herramienta auxiliar para la realización de sus dibujos. Con un estilo muy particular, Dorlhiac registró en sus fotografías a mujeres, hombres y niños en actividades cotidianas y de trabajo.
En 1967, Nemesio Antúnez organizó en el Museo de Bellas Artes una retrospectiva de la obra de Carlos Dorlhiac. Seis años después, en 1973, falleció dejando más de 2.000 dibujos, 7.362 objetos fotográficos fotográficos y 100 pinturas de óleo.